# Estatua de la Mari Blanca (Pamplona)
La estatua de la Beneficencia o Mari Blanca es una figura tallada en piedra situada en Pamplona, capital de Navarra y que, tras ocupar diferentes lugares de la ciudad, actualmente ubicada en el parque Taconera.

## Historia
En 1788, el escultor burgalés, Julián San Martín la realizó en piedra tallada aprovechando que estaba trabajando en Pamplona en la nueva fachada de la catedral. El artista, por entonces teniente director de la sección de Escultura de la Real Academia de Bellas Artes de San Fernando, en Madrid, también realizó en el mismo espacio de tiempo otras tallas como la que preside la fuente de la actual plaza del Consejo donde se muestra a Neptuno niño coronando el conjunto. Esta era otra de las cinco fuentes diseñadas en Pamplona por Luis Paret y Alcázar. La encargada en 1788 y que se colocó en la Plaza del Castillo, fue rematada por la talla de la Beneficencia.
Antigua e inicialmente se había colocado en la Plaza del Castillo sobre una fuente situada en el lugar que ahora ocupa el quiosco de música. Después, en 1913, fue colocada en la Plaza de San Francisco, frente a las escuelas, donde estaría poco tiempo hasta que, final y definitivamente, en 1927 se colocó en el jardín de Taconera tras ser remplazada por el monumento a San Francisco de Asís.

## Descripción
Representa a una joven vestida con una elegante toga, sosteniendo un escudo que representa el sol y con la otra mano tocando la cabeza de un niño que sostiene una paloma entre sus manos. A los pies del joven hay una cornucopia y de sus agujeros salen frutos. De hecho, se trata de una representación alegórica con la cornucopia de la abundancia cuya iconografía se remonta al siglo XVIII. Se adapta a los gustos académicos de finales de siglo. La aparición del niño con la paloma, por otra parte, ha propiciado la identificación de la imagen con Beneficencia.

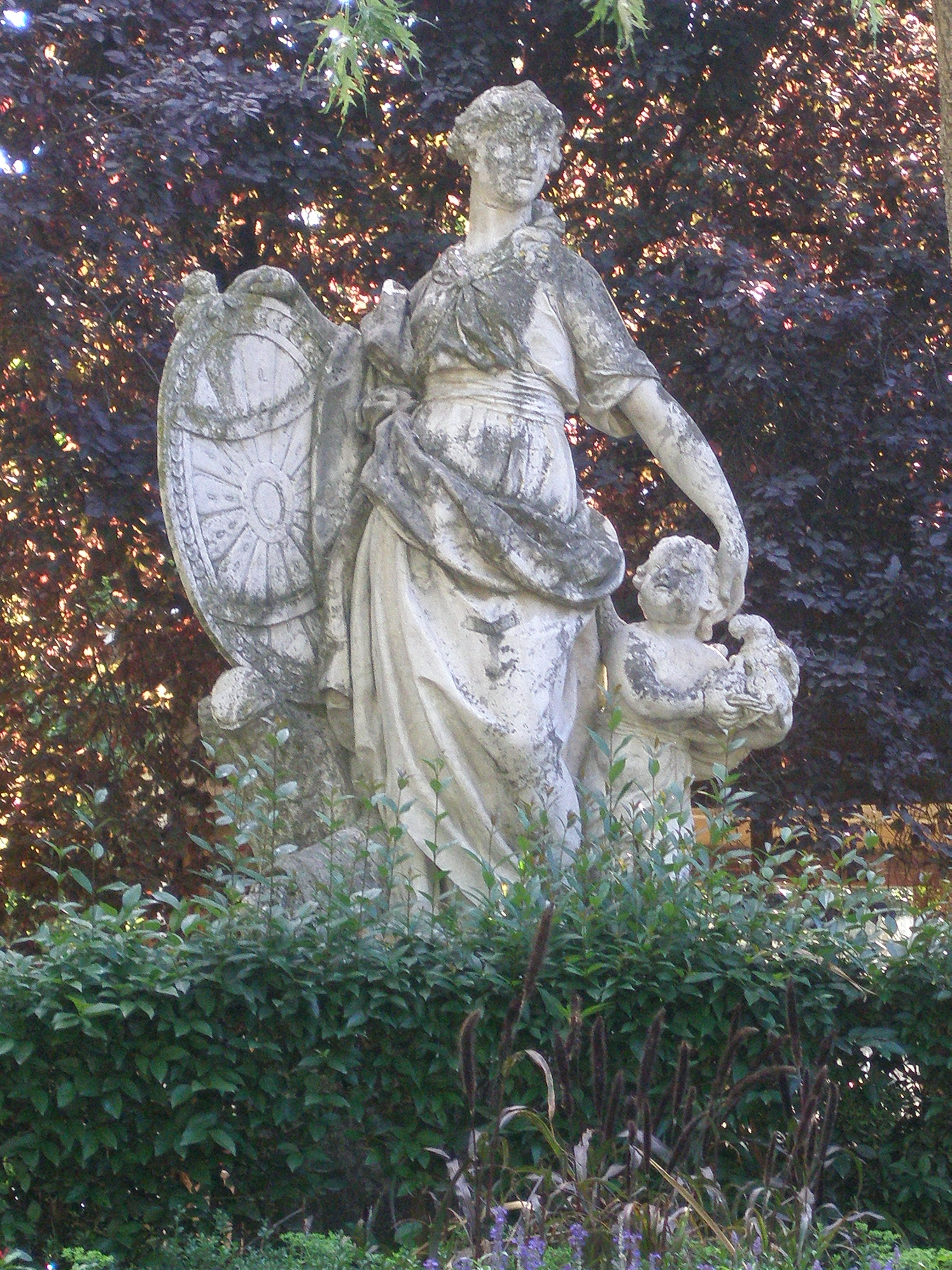
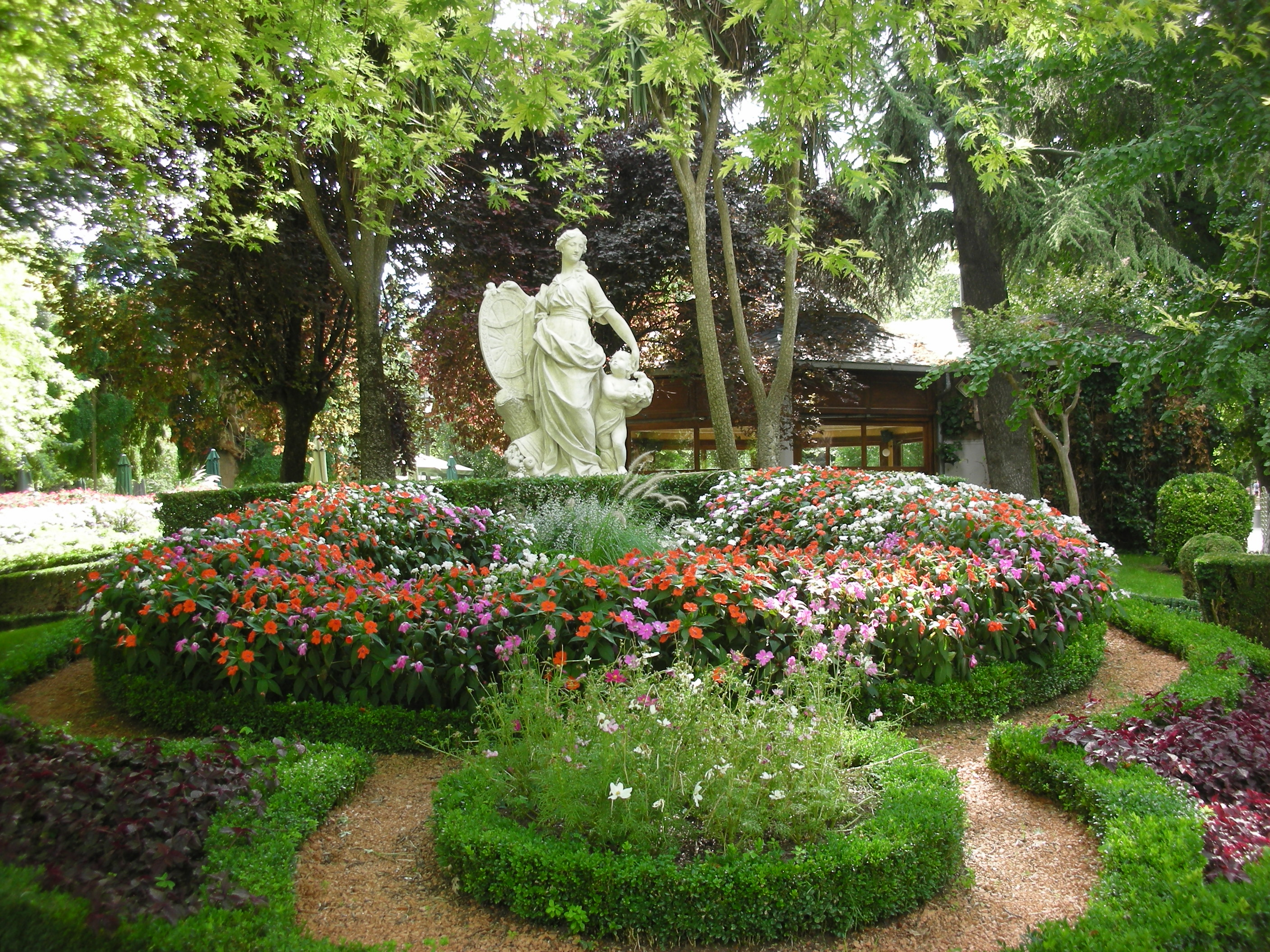
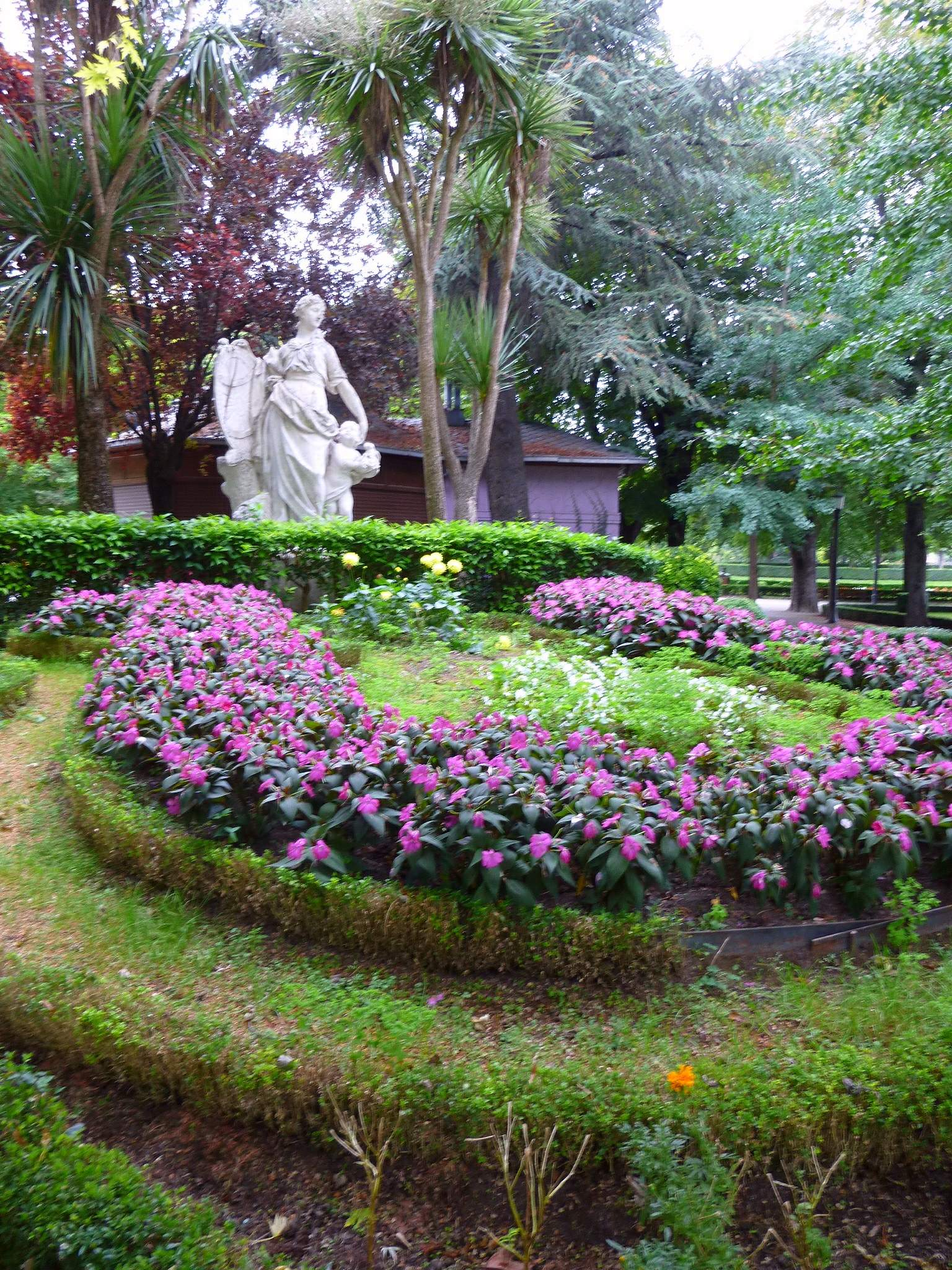
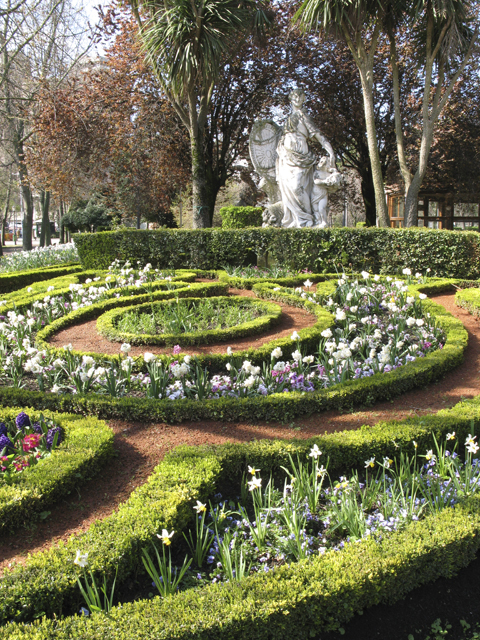